# 4683 Veratar
4683 Veratar је астероид главног астероидног појаса са средњом удаљеношћу од Сунца која износи 3,111 астрономских јединица (АЈ).
Апсолутна магнитуда астероида је 12,0.